# Rhodometra albidaria
Rhodometra albidaria là một loài bướm đêm trong họ Geometridae.